# Chlístov (ort i Tjeckien, Plzeň)
Chlístov är en ort i Tjeckien.   Den ligger i regionen Plzeň, i den västra delen av landet, 110 km sydväst om huvudstaden Prag. Chlístov ligger 523 meter över havet och antalet invånare är 103.
Terrängen runt Chlístov är kuperad åt sydväst, men åt nordost är den platt. Runt Chlístov är det ganska glesbefolkat, med 24 invånare per kvadratkilometer. Närmaste större samhälle är Klatovy, 9,7 km nordväst om Chlístov. I omgivningarna runt Chlístov växer i huvudsak blandskog.